# Organisation internationale du commerce
L'Organisation internationale du commerce ou OIC, était une organisation internationale dépendante de l'Organisation des Nations unies prévue par la Charte de La Havane (mars 1948) dans le contexte de l'harmonisation des politiques commerciales internationales afin de constituer le troisième pilier de l'ordre économique mondial avec le Fonds monétaire international et la Banque internationale pour la reconstruction et le développement. Le refus du Sénat américain de ratifier la Charte a conduit les États signataires à se rabattre sur les cycles de négociations de l'Accord général sur les tarifs douaniers et le commerce afin de coordonner leurs politiques commerciales. Quarante-cinq ans plus tard, c'est toujours dans ce cadre qu'est décidée la création de l'Organisation mondiale du commerce, effective au 1er janvier 1995.

## Histoire

### Origine de l'Organisation internationale du commerce
Quand l'Organisation des Nations unies ou ONU est mise en place en 1945, le but premier est d'assurer la sécurité et de préserver les conditions de la paix en Europe, en remplaçant une organisation tenue en échec : la Société des Nations créée en 1919 par le traité de Versailles. Cependant, bien d'autres organisations se sont par la suite affiliées aux Nations unies pour compléter le rôle de l'ONU. Ainsi, la volonté de maintenir la paix en Europe s'est-elle rapidement doublée de la volonté d'instaurer les conditions du développement économique.
En décembre 1945, le département d'État des États-Unis rédige un premier projet d'organisation internationale du commerce. À la suite de cela, des négociations ont lieu d'abord avec le Royaume-Uni puis avec le reste des pays.
C'est dans ce contexte que, en 1948, la Charte de La Havane va tenter de mettre de place des règles internationales pour réguler et faciliter les échanges commerciaux entre les différents pays signataires. Cependant, La Charte de La Havane n'entrera jamais en vigueur car elle ne n'a pas été ratifiée par le Congrès des États-Unis.
Pour comprendre la raison de ce refus il faut voir que la charte de la Havane prévoit une organisation totalement affiliée aux Nations unies. Or, les Nations unies sont dotées d'une cour de justice : la cour internationale de justice ou CIJ siège à La Haye (Pays-Bas) remplaçant, en 1946 la cour permanente de justice internationale de la SDN. Les États-Unis, la plus grande puissance économique mondiale à l'époque, ne voulaient pas être sous l'autorité contraignante des juges de cour de justice internationale qui s'arrogeraient des affaires des États.

### De l'OIC au GATT
L'échec de La Havane aboutit au retour à un accord indépendant des Nations unies qui avait précédé la conférence : le GATT (General Agreement on Tariffs and Trade (Accord général sur les tarifs douaniers et le commerce). Cet accord, signé par vingt trois pays en octobre 1947, était beaucoup moins contraignant. Cet accord n'est pas sous l'autorité de la cour internationale de justice mais des États eux-mêmes. En cas de différends, on convoquait un panel ad hoc composé d'experts qui devaient établir un rapport dont l'adoption devait être votée à l'unanimité. On comprend alors que ces rapports avaient une force exécutoire assez réduite, étant donné que le pays condamné par le rapport ne le votait jamais.

### Du GATT à l'OMC
C'est finalement en 1994, au traité de Marrakech, à l'issue de l'Uruguay Round entamé en 1986 que l'on mettra en place une organisation plus contraignante mais toujours non affiliée aux Nations unies : l'Organisation mondiale du commerce ou OMC qui entrera en vigueur le 1er janvier 1995.

## Rôle
L'Organisation internationale du commerce devait être l'organisation en charge de plusieurs politiques telles que la réduction des droits de douane et des quotas, mais également de manière connexe du droit du travail, des questions monétaires et des subventions. L'Organisation internationale du commerce avait aussi pour ambition de traiter la question des marchés publics, des investissements extérieurs, mais aussi de l'emploi, de l'inflation, des accords internationaux de produits et de la politique de la concurrence.